# 岩手県道298号山の神西宮野目線
岩手県道298号山の神西宮野目線（いわてけんどう298ごう やまのかみにしみやのめせん）は、岩手県花巻市を通る一般県道である。

## 概要
国道4号花巻東バイパスに平行する現道区間が、2015年（平成27年）4月に国土交通省から岩手県に移管されたことに伴って誕生した県道である。

### 路線データ
- 起点：花巻市山の神444番1地先[2]（国道4号交点）
- 終点：花巻市西宮野目第13地割63番4地先[2]（岩手県道286号東和花巻温泉線交点）
- 実延長：5,808.8m[2]

## 歴史
- 2015年（平成27年）4月1日 - 県道に認定される[3]。

## 地理

### 交差する道路
- 国道4号（花巻市山の神）
- 岩手県道12号花巻大曲線（花巻市豊沢町）
- 岩手県道286号東和花巻温泉線（花巻市西宮野目）